# 斯里兰卡豹
斯里兰卡豹（学名：Panthera pardus kotiya ），大型猫科食肉动物，是豹的九个亚种之一。原产于斯里兰卡而得名。和其他很多豹亚种的命运相近因偷猎，栖息地减少和人豹冲突而处境堪忧，被国际自然保护联盟(IUCN)列为濒危(Endangered)物种，又名锡兰豹。

## 形态
雄性平均重约56公斤，头部加身体长1.3米，尾长86厘米，雌性平均体重29公斤，头加身体长1米左右，尾长77厘米。属于小型豹亚种。
根据英国广播公司的一篇文章，因为斯里兰卡豹是一个没有其他大型猫科动物竞争的顶级捕食者，它已经进化成为一种相当强大的豹亚种。

## 捕食习性
斯里兰卡豹偏爱在夜间捕猎，但同时也会出没在清晨和黄昏甚至白天。偏爱捕食斯里兰卡梅花鹿，水鹿，麂子，野猪和猴子，也会捕捉鸟类和爬行类。因为斯里兰卡没有可以和豹子竞争的大型肉食动物，因此斯里兰卡豹很少把猎物带到树上。

## 分布
曾经广泛分布于斯里兰卡岛上各种地理环境中，包括森林，灌木，高地丛林，雨林等地区。位于岛内南部的雅拉国家公园栖息着相当数量的斯里兰卡豹。是观测研究其行为的理想场所。
维勒珀图国家公园 （页面存档备份，存于）也是一个已知的观察斯里兰卡豹的好地方。并且目前正在进行一项由Wilderness and Wildlife Conservation Trust指导的斯里兰卡豹研究项目。

## 繁殖
整年都可能交配，繁殖。每胎通常产两仔。

## 保护现状
截止2011年12月，全世界动物园总共保有75头斯里兰卡豹。